# غابرييلا كولمان
إينِد غابرييلا كولمان (بالإنجليزية: Gabriella Coleman)‏ (تُعرف باسم غابرييلا كولمان أو بييلا، ولدت في 1973) عالمة أنثروبولوجيا وأكاديمية وكاتبة ركزت أعمالها على ثقافة الهاكر والنشاط على الإنترنت وخصوصًا الأنونيموس. تشغل كولمان كرسي وولف في قسم محو الأمية العلمية والتقنية في جامعة ماكجيل في مونتريال، كيبيك، كندا. أطلق عليها ناثان شنايدر الكاتب في مجلة تاريخ التعليم العالي لقب «باحثة الأنونيموس الأهم في العالم».

## دراسة الأنونيموس
أدت أعمال كولمان حول الأنونيموس إلى جعلها معلّقة إعلامية مواظبة بالإضافة إلى منشوراتها الأكاديمية. في يوليو 2010، أشارت كولمان إلى «مشروع» أو «عملية» الأنونيموس ضد الكنيسة العلموية واستخدمت ما أصبح لاحقًا فكرة محورية في وصفها للمجموعة، «نموذج المحتال»، وتجادل كولمان أن هذا المحتال يمتاز «بكونه غالبًا شخصية ليست حقًا نظيفة أو سائغة، إلا أنها حيوية للتجديد الاجتماعي». تقول كولمان إنها كانت «تفكر في الروابط بين المحتال والمخترق (الهاكر)» لسنوات عدة إلى أن قرأت خلال إقامتها في المستشفى ذات يوم كتابًا للمؤلف لويس هايد بعنوان المحتال يصنع هذا العالم: الأذى والخرافة والفن، تقول كولمان:
«في الصفحات القليلة الأولى، لم يكن ممكنًا إنكار: وجود الكثير من الروابط التي يمكن تتبعها بين المحتال والقرصنة الإلكترونية. تتجاوز الكثير من هذه الشخصيات كل الحدود: فتخل بأفكار الصلاحية والمُلكية. يستخدمون ذكاءهم الحاد بهدف اللعب أحيانًا، ولأغراض سياسية في أحيانٍ أخرى؛ يحاصرهم مكرهم (وهو ما يحدث دومًا مع المحتالين! هكذا يتعلمون)؛ ويعيدون صنع العالم، تقنيًا واجتماعيًا وقانونيًا، بما في ذلك البرمجيات والتراخيص وحتى بعض أشكال الأدب».
انتقلت نظرية كولمان حول الأنونيموس (والمجموعات المرتبطة بها مثل فورتشان) والمحتال من الأوساط الأكاديمية إلى وسائل الإعلام الرئيسية. من الإشارات الأخيرة لهذه النظرية سلسلة من ثلاثة أجزاء عن الأنونيموس في مجلة وايرد وصحيفة نيو يورك تايمز. انتقدت كولمان أيضًا التغطية العامة للأنونيموس. في هل هي جريمة؟ السياسة العدوانية للقرصنة عند الأنونيموس (مع مايكل رالف)، ردت كولمان على مقال عن الأنونيموس كتبه جوزيف مين في صحيفة فاينانشيال تايمز بقولها:
«كان من الممكن أن ينتج عن التعامل الأكثر حرصًا مع القضايا التي أثارها دروس مهمة للنُهج البحثية والصحفية حول وسائل الإعلام الرقمية وسياسة الاحتجاج والأمن الإلكتروني. بدلًا من مجرد تصوير المخترقين على أنهم أصحاب مناشير افتراضية تخص حرية التعبير أو مجرمون إلكترونيون، علينا أن نبدأ طرح أسئلة محددة أكثر حول سبب وتوقيت تبني المخترقين مواقف معينة تجاه أنواع مختلفة من القوانين، واستكشاف تفاصيل أكثر حول ما يأملون تحقيقه، والنظر في العواقب بعناية أكبر».
غرابتنا مجانية: منطق الأنونيموس - جيش على الإنترنت ووكيل للفوضى  وباحث عن العدالة، مظلة ثلاثية 2012 يناير، هو عنوان أول قطعة رئيسية لكولمان حول الأنونيموس مستمدة من مجموعة ملاحظات حول من تصفهم بأنهم «كل شيء ولا شيء في آن واحد». تعترف كولمان بأنها لا تفهم الأنونيموس حق الفهم، إذ قالت لبي بي سي:
«لا يمكن أن نمتلك يقينًا مطلقًا حول ما يجري ومن يتورط، «عدم القدرة على فهم من يقف خلف القناع» هو ما يمنح الأنونيموس قوتها السياسية». 

## وصلات خارجية
- الموقع الرسمي